# Hautecour (Savoie)
Hautecour település Franciaországban, Savoie megyében. Lakosainak száma 298 fő (2022. január 1.). Hautecour Moûtiers, Saint-Marcel, Grand-Aigueblanche és Aime-la-Plagne községekkel határos.

## Népesség
A település népességének változása:
| Lakosok száma | 307  | 304  | 318  | 307  | 305  | 303  | 301  | 299  | 298  |
|               | 2013 | 2015 | 2016 | 2017 | 2018 | 2019 | 2020 | 2021 | 2022 |